# طوابع موريشيوس
أصدرت مستعمرة موريشيوس البريطانية طوابع "مكتب بريد" موريشيوس في سبتمبر 1847، بفئتين: بنس برتقالي-أحمر (1 بنس) وبنس أزرق غامق (2 بنس). يأتي اسم الطابع من الصيغة الموجودة على الطوابع التي تقول "مكتب البريد" (بالإنجليزية: Post Office)‏، والتي غيرت في الإصدار الذي تلاه إلى "Post Paid". وهي من أندر الطوابع البريدية في العالم.

## تاريخ الطوابع
نقشت الطوابع من قبل جوزيف أوزموند بارنارد، المولود في إنجلترا عام 1816، والذي خبأه على متن سفينة متجهة إلى موريشيوس في عام 1838، استندت التصميمات إلى الإصدار الحالي من طوابع بريطانيا العظمى (التي صدرت لأول مرة في عام 1841)، والتي تحمل رأس الملكة فيكتوريا، صدر الطابع بفئتين بألوان متشابهة: أحمر بني (بنس) وأزرق (بنسان). على الرغم من أن هذه الطوابع المنتجة محليًا لها طابع بدائي مميز، إلا أنها جعلت "اسم بارنارد خالدًا في التاريخ البريدي لموريشيوس".
طُبع منها خمسمائة من كل قيمة من لوحة واحدة تحمل كلا القيمتين وصدرت في 21 سبتمبر 1847، وقد استخدم الكثير منها في الدعوات التي أرسلتها زوجة حاكم موريشيوس لحضور حفل راقص كانت تقيمه في نهاية كل أسبوع. وطبعت الطوابع باستخدام طريقة النقش الغائر (الطباعة الغائرة)، وتحمل الأحرف الأولى من اسم النقاش "JB" في الهامش الأيمن السفلي من التمثال النصفي.
كُتبت على الطابع عبارة "Post Office" في الجهة اليسرى، ولكن في إصدار عام 1848، استبدلت الكلمات بعبارة "Post Paid".

## اكتشاف الطوابع البريدية

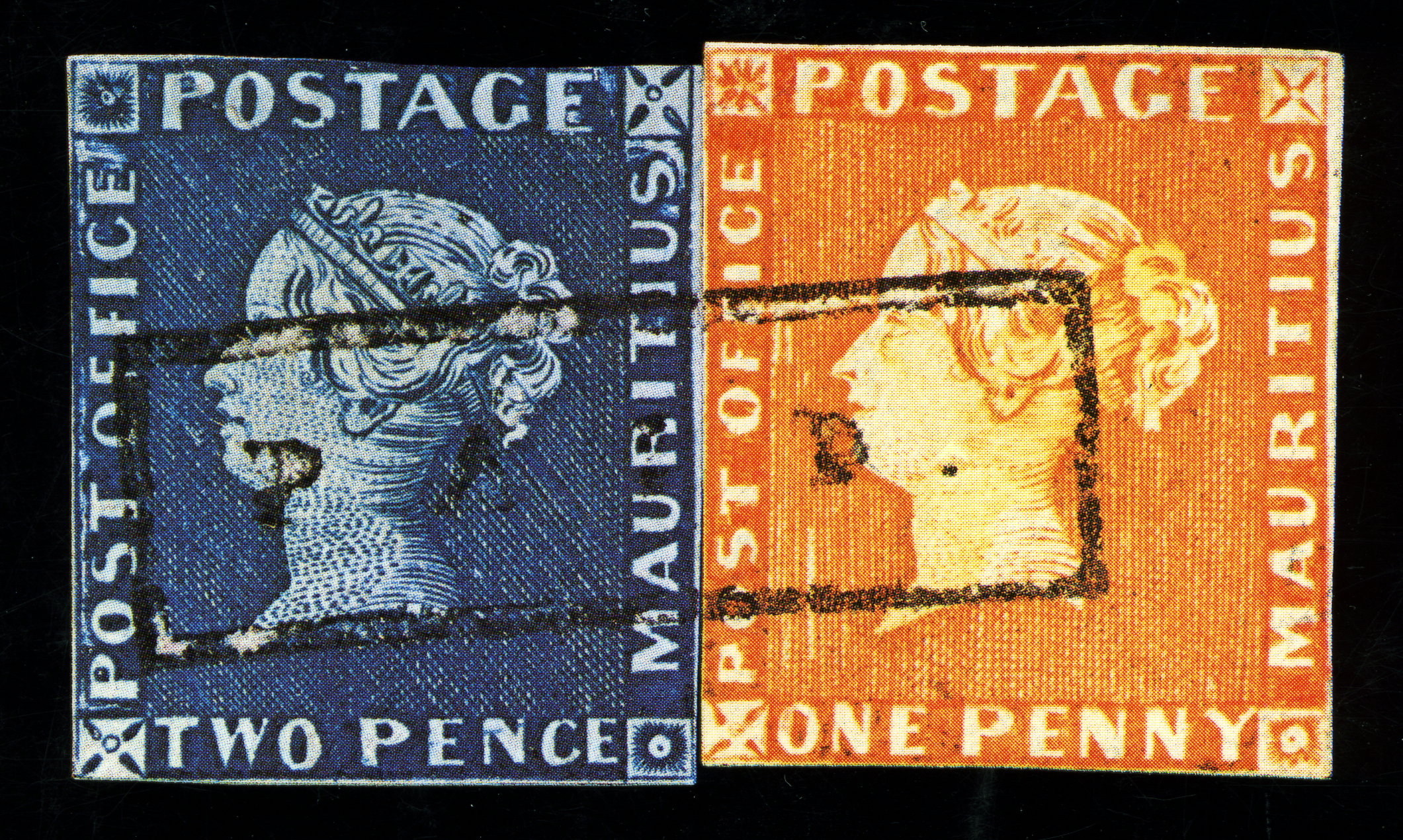
زوج من الطوابع في مزاد جاكوبيك عام 1985

لم تكن طوابع "مكتب بريد" موريشيوس معروفة لعالم هواة جمع الطوابع حتى عام 1864 عندما قامت السيدة، بورشار، زوجة أحد تجار بوردو، على نسخ من طوابع من فئة بنس واحد وبنسين في مراسلات زوجها. والتي بادلتها بطابع آخر، ومن خلال سلسلة من المبيعات، حصل جامع الطوابع الشهير فيليب فون فيراري في النهاية على الطوابع، وبيعت في مزاد عام 1921.
على مر السنين، بيعت الطوابع بأسعار متزايدة وفي نهاية المطاف بأسعار فلكية. وكانت طوابع وأغلفة "مكتب بريد موريشيوس" بمثابة جوائز في مجموعات جامعي الطوابع المشهورين، بما في ذلك السير إرنست دي سيلفا، وهنري دوفين، وآرثر هند، ووليام بيلبي أفيري، وألفريد ليختنشتاين، وألفريد كاسباري، وبعض نجوم هواة جمع الطوابع. دفع الملك جورج الخامس 1450 جنيهًا إسترلينيًا مقابل الطابع ذو اللون الأزرق غير مستخدم بقيمة 2 بنس في مزاد عام 1904، وهو سعر قياسي عالمي في ذلك الوقت. وبعد التعديلات حسب معدل التضخم بلغ سعره حوالي 153455 جنيه إسترليني في 2018.

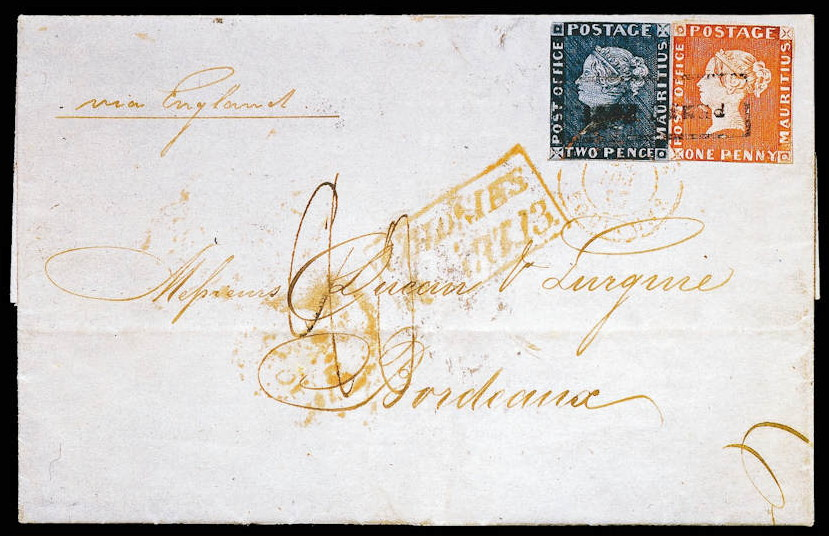
بيع "غلاف بوردو" طابع موريشيوس 1d أحمر و2d أزرق بمزاد بمبلغ 5,750,000 فرنك سويسري في عام 1993.

وورد أن أحد سكرتيراته علق قائلاً إن "هناك أحمق لعين" دفع مبلغًا ضخمًا من المال مقابل طابع بريدي واحد، فأجاب جورج: "أنا ذلك الأحمق اللعين". بحلول عام 2002، قدرت قيمة " طابع موريشيوس الأزرق" بمبلغ 2 مليون جنيه إسترليني.